# Рек, Томас
Томас Вернер Рек (нем. Thomas Werner Reck, 16 января 1964, Ульм, ФРГ) — немецкий хоккеист (хоккей на траве), нападающий. Серебряный призёр летних Олимпийских игр 1984 и 1988 годов.

## Биография
Томас Рек родился 16 января 1964 года в немецком городе Ульм.
Играл в хоккей на траве за «Мюнхнер» из Мюнхена на протяжении всей карьеры.
В 1982 году в составе юниорской сборной ФРГ выиграл чемпионат мира в Куала-Лумпуре и уже в октябре дебютировал в главной команде страны.
В 1984 году вошёл в состав сборной ФРГ по хоккею на траве на летних Олимпийских играх в Лос-Анджелесе и завоевал серебряную медаль. Играл в поле, провёл 7 матчей, забил 1 мяч в ворота сборной Малайзии).
В 1988 году вошёл в состав сборной ФРГ по хоккею на траве на летних Олимпийских играх в Сеуле и завоевал серебряную медаль. Играл в поле, провёл 7 матчей, забил 2 мяча (по одному в ворота сборных Канады и Нидерландов).
В 1984 году завоевал золотую медаль чемпионата Европы по индорхоккею.
В 1986 году стал бронзовым призёром чемпионата мира в Лондоне. В 1983 и 1987 годах завоевал бронзовые медали чемпионата Европы.
В 1982—1991 годах провёл за сборную ФРГ и Германии 193 матча, в том числе 164 на открытых полях, 29 в помещении.